# Contarinia tremulae
Contarinia tremulae är en tvåvingeart som beskrevs av Jean-Jacques Kieffer 1909. Contarinia tremulae ingår i släktet Contarinia och familjen gallmyggor. Inga underarter finns listade i Catalogue of Life.